# Grands Bois
Ne doit pas être confondu avec Grand Bois.
Grand Bois est un quartier de Saint-Pierre sur l'île de La Réunion, il se situe à l'est de la commune et compte environ 5 000 habitants.

## Description
Grand Bois est un quartier populaire à l'est du centre-ville de Saint-Pierre, il est majoritairement composé d'habitats individuels. Cependant il se prépare à un grand changement grâce à la réalisation de la ZAC appelée "Cap Austral" qui va permettre à terme la création de 851 logements (dont environ 300 logements sociaux).
Première livraison de cette ZAC, l'ancienne usine a été reconvertie de plusieurs manières : elle accueille 50 logements sociaux, une médiathèque et une moyenne surface alimentaire. Un groupe scolaire va également sortir de terre, ainsi qu'une crèche, une micro-crèche et les nouveaux locaux de la maison des jeunes de Grands Bois. Quand cette ZAC sera terminée, la population aura doublé et atteindra alors près de 10 000 habitants.

## Histoire
Selon certains écrits, Grands Bois semble avoir été un des premiers lieux occupés du Sud de l’île. Il est donc annoncé que les premiers habitants se soient installés ici dès le début du XVIIIe siècle, alors même que les concessions étaient accordées dans le quartier de « la Rivière d'Abord ». Néanmoins, cette occupation est demeurée relativement confidentielle jusqu’à la construction de l’usine sucrière. Le quartier ne s’est développé qu’à partir de l’installation de l’industrie sucrière vers 1833-1834. Le besoin de main-d’œuvre ramena, dans un premier temps, surtout des esclaves, puis, en 1848, ce sont des engagés (indiens, rodriguais, malgaches et comoriens) qui vinrent peupler le quartier. Pendant plus d’un siècle, l’émergence de ce quartier s’est faite autour et pour son usine sucrière… Cette dernière rythmait la vie de toute une population jusqu’à sa fermeture en 1991. Depuis ce jour, le quartier a du mal à retrouver un second souffle. En effet, l’usine jouait un rôle essentiel, véritable centre de gravité du quartier. Elle assurait aussi une prise en charge économique et sociale de la grande majorité de la population. Aujourd’hui, on peut dire que Grands Bois est dans une phase de transition. Le quartier doit se trouver une nouvelle vocation afin de relancer l’économie locale et d’améliorer sa situation sociale.

## Article de presse
Grand Bois fait partie d'un projet de contrat de ville qui vise aussi les quartiers de la Ravine des Cabris, de Bois d'Olives, de la Ravine Blanche, de Terre-Sainte, de Basse-Terre/Joli Fond et de Pierrefonds à cause des caractéristiques suivantes communes à eux six  :  "Chômage supérieur à 50 %, niveau scolaire médiocre avec des taux de réussite aux évaluations en CE2, en 6e et au brevet des collèges inférieures à 50 %, Les six quartiers visés par le Contrat urbain de cohésion sociale (Ravine Blanche, Ravine des Cabris et Bois d'Olives, Basse-Terre et Joli Fond, Grands Bois, Terre-Sainte et Pierrefonds) n'ont toutefois pas besoin d'une grande enquête pour démontrer leur caractère défavorisé".

## Quelques chiffres
- 203 logements sociaux (environ 400 au terme de la ZAC)
- 2 écoles
- 1 église
- 1 temple tamoul
- 1 terrain de sport en synthétique
- 1 stade de football
- 1 hôtel 3 étoiles
- 1 cimetière

## Photos

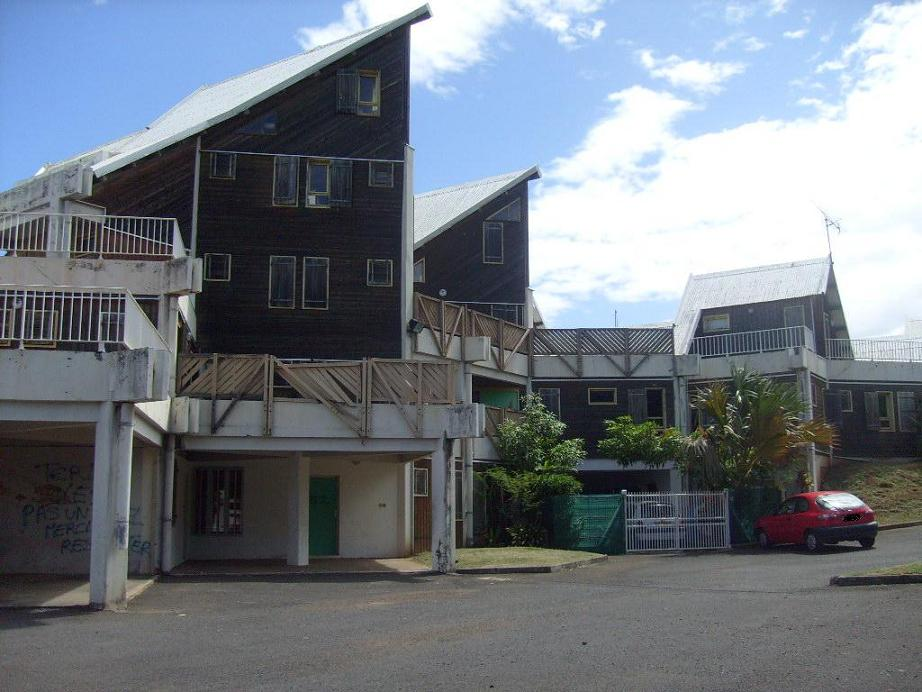
Logements sociaux
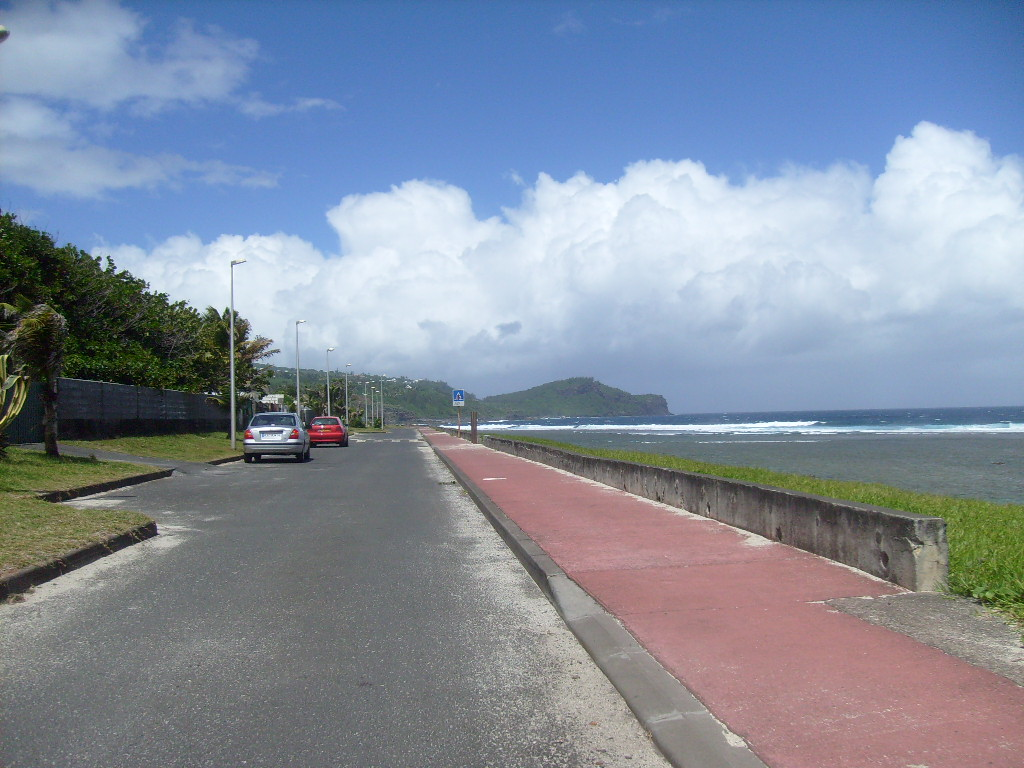
Front de mer
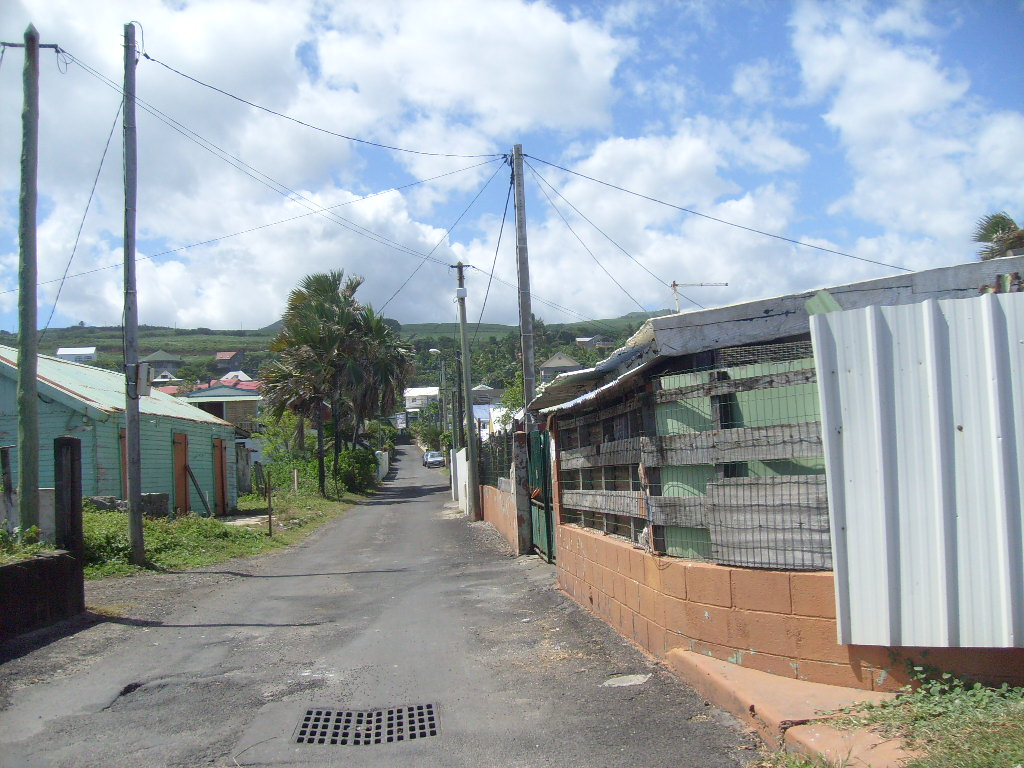
Rue Régis Antoine Fontaine
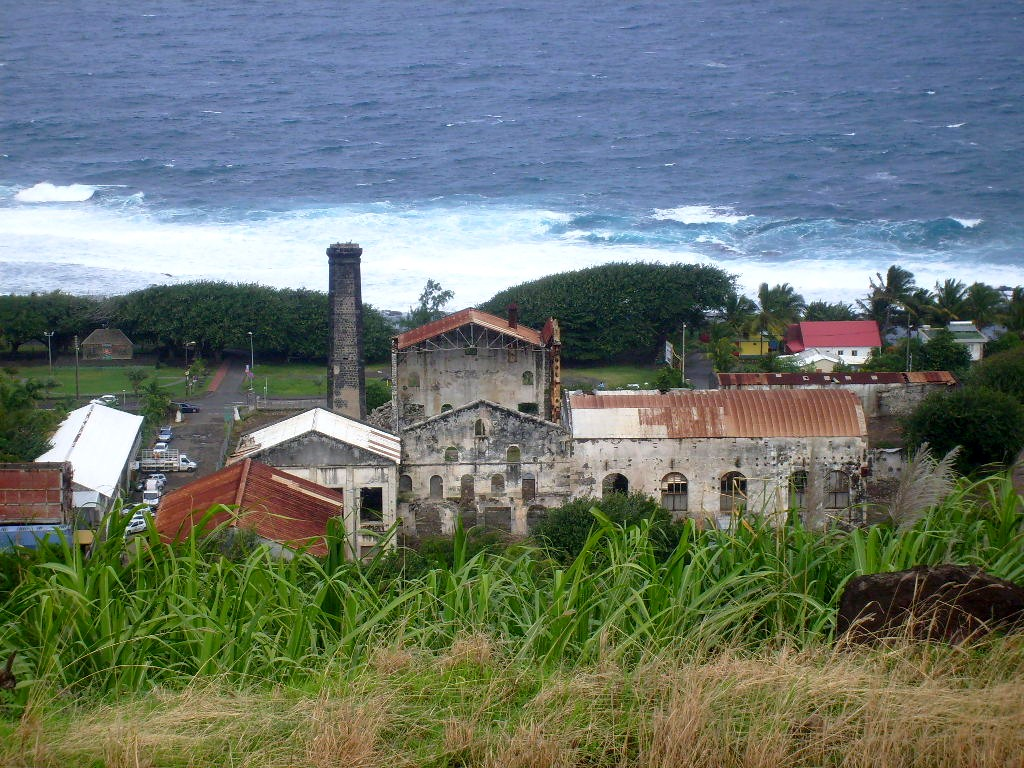
Ancienne usine de Grands Bois (avant début de la ZAC)

## Personnalités
- Gilbert Pounia (1953), leader du groupe Ziskakan, né dans le quartier de Grand Bois.